# Арнольд Абелінті
Арнольд Абелінті (фр. Arnold Abelinti, нар. 9 вересня 1991, Куру, Французька Гвіана) — французький футболіст, нападник клубу «Роморантен» та національної збірної Французької Гвіани.

## Клубна кар'єра
У дорослому футболі дебютував 2011 року виступами за команду клубу «Орлеан-2», в якій провів два сезони, взявши участь у 40 матчах чемпіонату. У складі другої команди «Орлеана» був одним з головних бомбардирів команди, маючи середню результативність на рівні 0,4 голу за гру першості.
Своєю грою за цю команду привернув увагу представників тренерського штабу клубу «Сан-Пріве Сан-Гілере», до складу якого приєднався 2013 року та, за який відіграв наступний сезон своєї ігрової кар'єри. Більшість часу, проведеного у складі, був основним гравцем атакувальної ланки команди. В новому клубі був серед найкращих голеодорів, відзначаючись забитим голом в середньому щонайменше у кожній третій грі чемпіонату.
2014 року уклав контракт з клубом «Лімож», у складі якого провів наступний рік своєї кар'єри гравця. 
З 2015 року знову, цього разу один сезон захищав кольори команди клубу «Сан-Пріве Сан-Гілере». Здебільшого виходив на поле в основному складі команди. І в цій команді продовжував регулярно забивати, в середньому 0,58 рази за кожен матч чемпіонату.
До складу клубу «Дрансі» приєднався 2016 року. Відтоді встиг відіграти за нього 26 матчів в національному чемпіонаті.

## Виступи за збірну
2016 року дебютував у складі національної збірної Французької Гвіани в матчі проти Бермуд, одразу відзначившись забитим м'ячем.
У складі збірної був учасником розіграшу Золотого кубка КОНКАКАФ 2017 року у США.